# 1369
1369 (MCCCLXIX) a fost un an obișnuit al calendarului iulian, care a început într-o zi de miercuri.

## Evenimente

### Nedatate
- februarie: În conflict cu regele Ungariei, Vladislav I (Vlaicu Vodă), voievodul Țării Românești atacă și ocupă Vidinul. Regele Ludovic I al Ungariei reacționează împărțind armata în două. O parte din armată a trimis-o la Vidin, iar alta peste munți în Țara Românească. Aceasta din urmă a suferit o grea înfrângere, în care a murit și Nicolae Lackfi, voevodul Transilvaniei. Un corp de oaste muntean pornit din Amlaș a atacat ținuturile din jur. Ludovic a cerut pace (după 29 august) și a rămas cu Vidinul.

- noiembrie-decembrie: Prima incursiune a turcilor otomani în Țara Românească. Voievodul Vladislav I (Vlaicu Vodă) ajutat de contingente transilvane, conduse de Ladislau de Dăbâca, înfrânge și alungă pe turci.

## Nașteri
- Jan Hus, reformator ceh (d. 1415)

## Decese
- 15 august: Filipa de Hainault  (n. 1314)
- 23 martie: Petru al Castiliei  (n. 1334)
- 3 octombrie: Margareta de Tirol contesӑ a Tirolului (n. 1318)